# Cornelis Marinus Oome

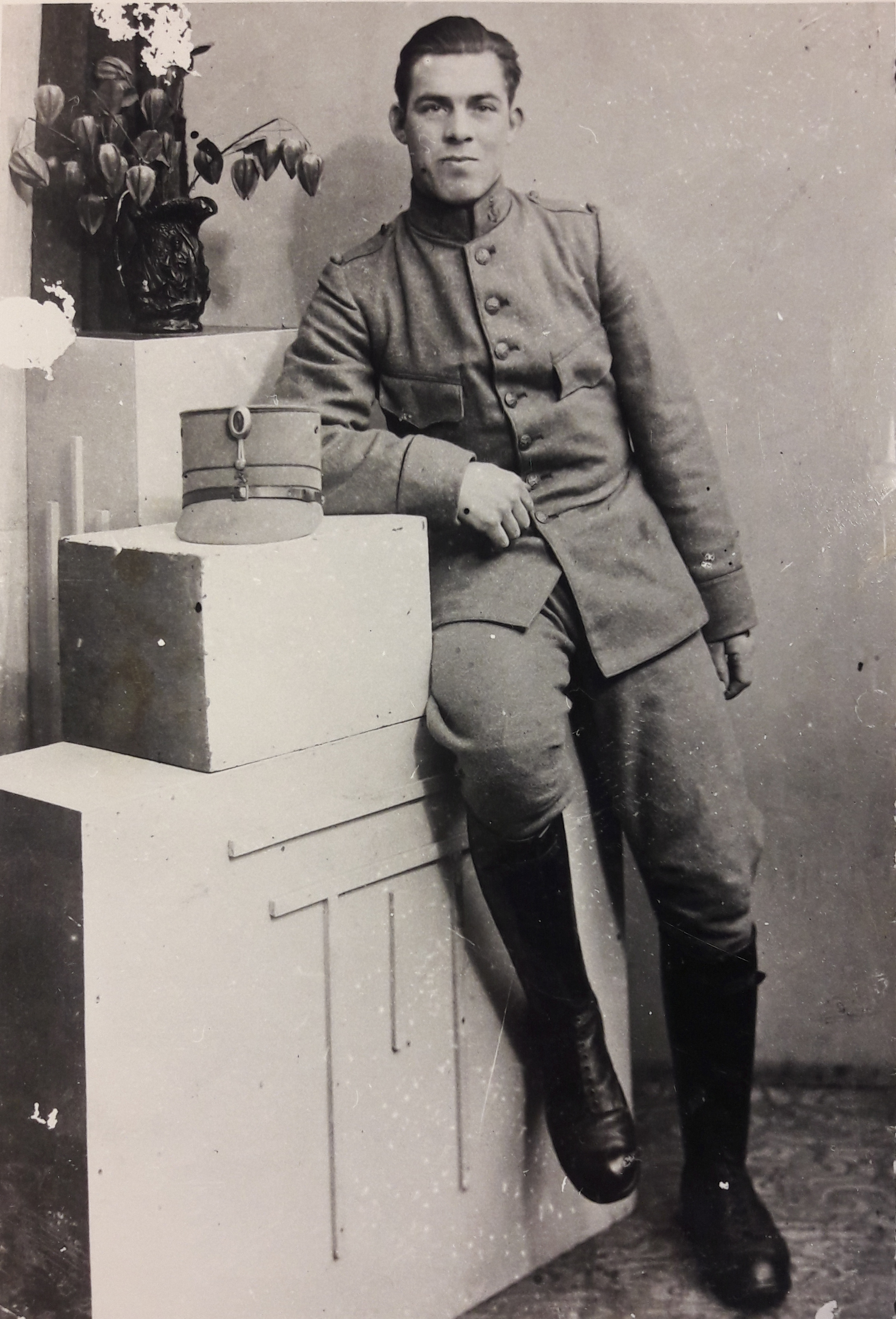
Torpedist Cornelis Marinus Oome. Korps Pontonniers en Torpedisten.

Cornelis Marinus Oome (Raamsdonk, 10 augustus 1918 - Dordrecht, 14 mei 1940) was een Nederlandse soldaat en die postuum tot Ridder in de Militaire Willems-Orde zou worden benoemd.

## Oorlogsbiografie
Oome was sinds 1938 dienstplichtig soldaat van het Korps Pontonniers en Torpedisten, onderdeel van de Genie. Hij was als torpedist ingedeeld bij de 4e compagnie van het depot in de oude binnenstad van Dordrecht. Op 10 mei werd Dordrecht door Duitse parachutisten aangevallen, zowel vanuit het zuiden als vanuit de Zwijndrechtse zijde. Deze parachutisten behoorden tot de 3e compagnie van het 1e Duitse parachutistenregiment. Oome werd in de vroege ochtend met enige andere torpedisten naar het noordwesten van de stad gestuurd om daar het bureau van de stadscommandant (kantonnementscommandant) te beveiligen. Hij werd zodoende ingedeeld bij een paar dozijn manschappen dat onder de tweede luitenant Johannes Bernardus Plasschaert - die na de oorlog ook tot Ridder in de Militaire Willems-Orde zou worden benoemd - een voorwaartse verdediging langs de westelijke zijde van Dordrecht vormde. 
Deze formatie kwam al vroeg in aanraking met Duitse parachutisten die de verkeers- en spoorbrug over de Oude Maas hadden ingenomen. Een agressieve patrouillegang onder leiding van de luitenant leidde ertoe dat een fel vuurgevecht ontstond, dat door de Nederlanders moest worden afgebroken. Bij de terugtocht naar opgeworpen barricades enige honderden meters terug, kwam de formatie aan de Wilgenbos die overgestoken moest worden, maar die onder Duits mitrailleurvuur vanaf de spoorzijde lag. De luitenant Plasschaert was erin geslaagd om met een sergeant-majoor de sprong naar de barricade op de hoek met de Twintighuizen te maken, maar toen de Duitsers doorhadden wat er gaande was, was een oversteek niet meer goed mogelijk. Om dit alsnog te kunnen bewerkstelligen wilde de luitenant de enige lichte mitrailleur binnen de groep kunnen gebruiken voor onderdrukkend vuur op de spoordijk, maar de munitietrommels waren bij de formatie die nog aan de verkeerde zijde van de weg lag. Daarop werd eerst geprobeerd de trommels over te rollen, maar dit was niet succesvol. Over werpen was geen optie door de afstand (de trommels waren zeer zwaar) en het feit dat het verschuiven van de patronen in de trommels direct tot storingen in het wapen zou leiden. Daarop besloot de soldaat Oome dat hij de sprong met een trommel zou wagen. 
Oome sprong plotseling op en rende de weg op, maar werd vrijwel direct in een been geraakt. Hij viel maar wist al rollend de andere zijde te bereiken en de trommel af te leveren. Hierdoor kon Plasschaert met de mitrailleur dusdanig onderdrukkend vuur op de spoordijk geven dat ook de anderen konden over komen. Oome werd ondertussen van eerste hulp voorzien. Spoedig nadien zou hij naar een ziekenhuis worden gebracht. 
Oome was op zichzelf niet dodelijk gewond, maar zou desondanks enige dagen later overlijden in het Diaconessen ziekenhuis te Dordrecht aan complicaties.
Na de strijd werd een onbekende torpedist door de luitenant Plasschaert - die de namen van de aan hem toegevoegde groep soldaten niet gekend had - voorgedragen voor een hoge onderscheiding. Later bleek dit om Oome te gaan. De voordracht leidde op 9 mei 1946 tot het Koninklijk Besluit waarin de soldaat Cornelis Oome postuum werd benoemd tot Ridder der 4e klas in de Militaire Willems-Orde.

## Mutatie bij de onderscheiding

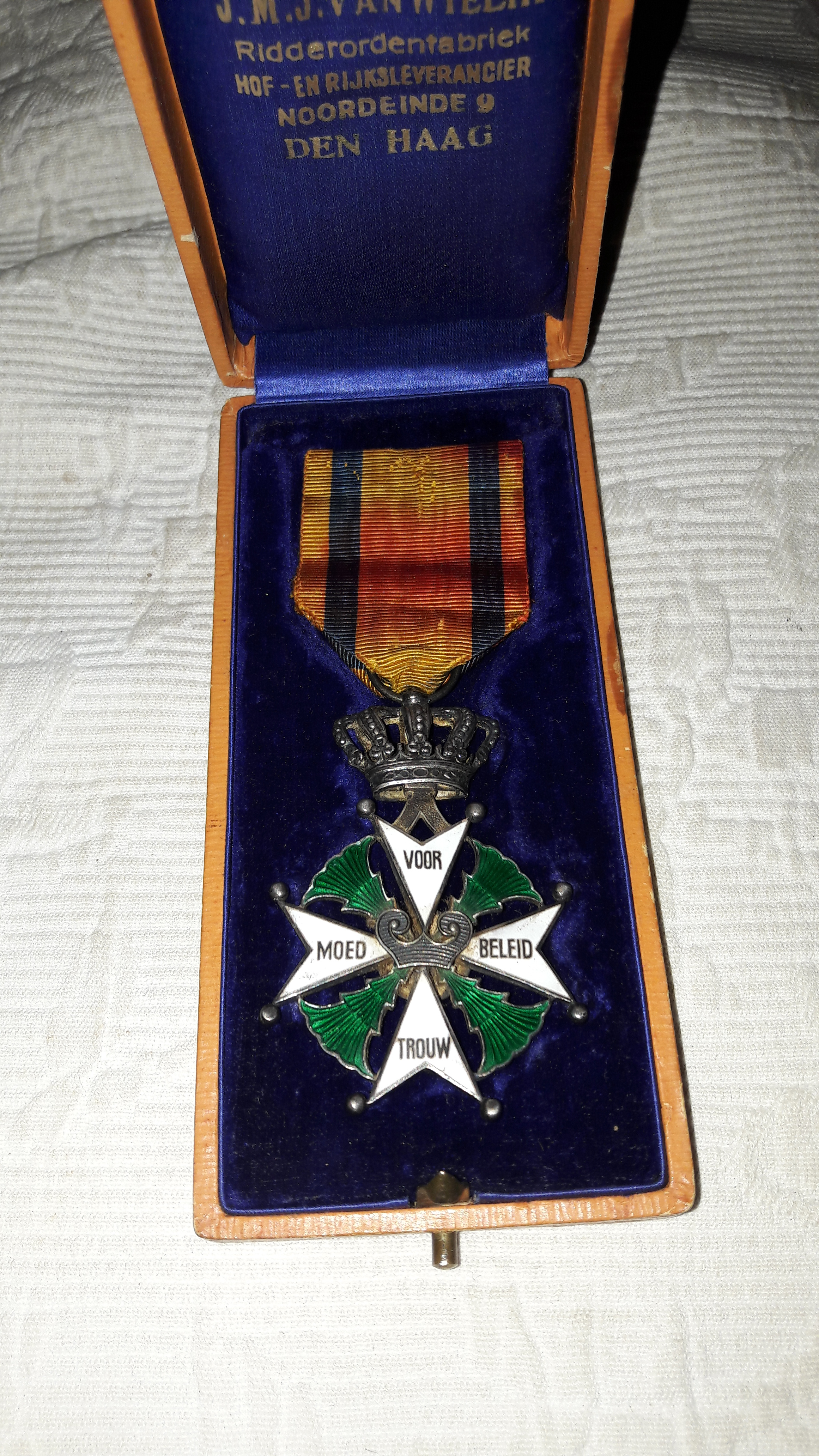
Militaire Willems-Orde 4e klasse van Cornelis Marinus Oome

Heeft zich in de strijd door uitstekende daden van moed, beleid en trouw onderscheiden door een gevecht met vijandelijke valschermjagers te Dordrecht op 10 mei 1940 onder 's vijands vuur zijn dekking in de richting van de vijand te verlaten ten einde trommels met munitie te bemachtigen voor den eenigen mitrailleur ter plaatse, waarbij gebrek aan munitie was. Ondanks daarbij bekomen ernstige verwondingen, zoodat hij niet of moeilijk kon kruipen of loopen, door zich al wentelende voort te bewegen, ervoor gezorgd, dat deze munitie in het bezit kwam van de mitrailleurbediening. Hierdoor mogelijk gemaakt, dat een belangrijk toegangspunt tot het hart van de stad kon worden vastgehouden. Is kort daarna aan zijn verwondingen overleden.